# Entropion

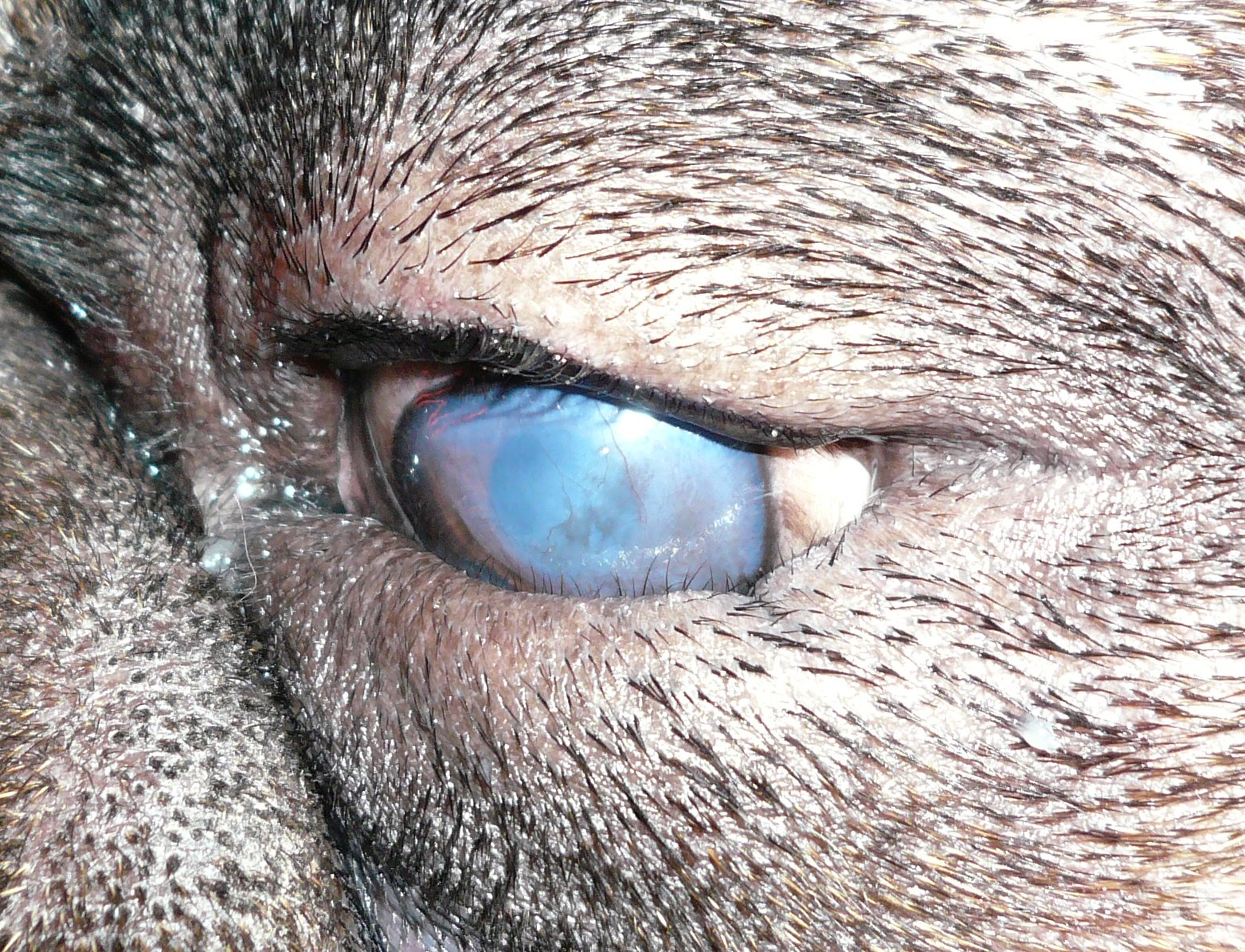
Psi entropion

Entropion, entropium – podwinięcie powieki. Występuje u ludzi, a także jako dziedziczna przypadłość dotykająca psy dużych ras, mogąca spowodować długotrwałe drażnienie rogówki, w wyniku czego może dojść do jej uszkodzenia. Podobnie skutki niesie przypadłość zwana ektropion.